# کدبندی نویسه‌ها در اچ‌تی‌ام‌ال
HTML (زبان نشانه گذاری ابرمتن) از سال ۱۹۹۱ در حال استفاده است، اما اولین نسخه استاندارد HTML 4.0 (دسامبر ۱۹۹۷) بود که در آن مشکل کاراکترهای بین‌المللی به‌طور کامل رفع شد.

## تعیین رمزگذاری کاراکترهای سند
تعیین رمزگذاری کاراکتر صفحات وب سایت اجازه می‌دهد برای تجزیه بهتر فایل‌های HTML و اجرای بلافاصله اسکریپت ها. بدون تعیین رمزگذاری کاراکترها مرورگر شروع به تشخیص رمزگذاری کاراکتر خواهد کرد و این عمل باعث اتلاف وقت خواهد شد و در نتیجه تأثیر منفی در بارگذاری وب سایت خواهد داشت.
راه‌های مختلفی برای تعیین رمزگذاری کاراکترهای یک سند وجود دارد.
اولین راه، وب سرور می‌تواند تعیین کند رمزگذاری کاراکترها یا «مجموعه نویسه» در هدر پروتکل انتقال ابرمتن (HTTP) که به‌طور معمول باید شبیه به این:
```
Content-Type: text/html; charset=ISO-8859-1
```

این روش، سرور HTTP یک راه مناسب برای تعیین رمزگذاری کاراکترهای سند با توجه به محتوای مذاکرات است، برخی از HTTP سرور نرم‌افزار می‌توانید آن را انجام دهند، برای مثال آپاچی با ماژول mod_charset_lite.
برای HTML، این امکان وجود دارد که اطلاعات تعیین رمزگذاری در داخل عنصر head در بالای سند قرار گیرد.
```
<
meta
 
http-equiv
=
"Content-Type"
 
content
=
"text/html; charset=utf-8"
>

```

این کد در اجزای خود فایل HTML قرار می‌گیرد و رمزگذاری کاراکترها و نوع سند را مشخص می‌کند. اگر فقط بخواهید رمزگذاری کاراکترها را تعیین کنید می‌توانید از کد زیر در زبان HTML5 استفاده کنید:
```
<
meta
 
charset
=
"UTF-8"
/>

```

کد تعیین رمزگذاری کاراکترها در سند XML به صورت زیر است:
```
<?xml version="1.0" encoding="ISO-8859-1"?>

```

تعیین رمز گذاری کاراکترها در متا تگ meta http-equiv  در lookahead downloader اکسپلورر ۸ غیرفعال است. غیر فعال بودن تگ در lookahead downloader می‌تواند زمان بارگذاری سایت شما را به میزان قابل توجهی افزایش (کندتر) کند. توسعه دهنده‌های وب بهتر است CHARSET را در هدر HTTP مشخص کنند، اینکار عملکرد بهتر سایت را تضمین می‌کند.
مهم است که نحوه رمزگذاری تعیین شده شما در هدر HTTP یا متا تگ HTML با نحوه رمز بندی شدن واقعی استفاده شدن در فایل‌های HTML یکسان باشند. اگر شما هم در هدر HTTP و هم در متا تگ HTML نحوه رمزگذاری را تعیین می‌کنید، مطمئن شوید که هر دو یک نوع نحوه رمزگذاری تعیین شده‌اند. اگر مرورگر نحوه رمزگذاری را درست تشخیص ندهد یا از نحوه رمز گذاری پشتیبانی نکند، رندر سایت به مشکل بر خواهد خورد یا باعث تأخیر در ترسیم ظاهر شکل سایت خواهد شد.